# Wiesen westlich des Leuchteküppels bei Bellersdorf
Wiesen westlich des Leuchteküppels bei Bellersdorf este o arie protejată (arie specială de conservare — SAC, sit de importanță comunitară — SCI) din Germania întinsă pe o suprafață de 34,6 ha, integral pe uscat.

## Localizare
Centrul sitului Wiesen westlich des Leuchteküppels bei Bellersdorf este situat la coordonatele 50°40′31″N 8°25′58″E / 50.6753°N 8.4328°E.

## Înființare
Situl Wiesen westlich des Leuchteküppels bei Bellersdorf a fost declarat sit de importanță comunitară în iunie 2000 pentru a proteja 1 specie de animale. Situl a fost protejat și ca arie specială de conservare în martie 2008.

## Biodiversitate
Situată în ecoregiunea continentală, aria protejată conține 2 habitate naturale: Pajiști cu Molinia pe soluri calcaroase, turboase sau argilos-nămoloase (Molinion caeruleae), Fânețe de joasă altitudine (Alopecurus pratensis, Sanguisorba officinalis).
La baza desemnării sitului se află o specie protejată de  nevertebrate: phengaris nausithous (Maculinea nausithous)
Pe lângă speciile protejate, pe teritoriul sitului au mai fost identificate 6 specii de plante, 2 specii de nevertebrate.